# غاريقون ربيعي
غاريقون ربيعي (الاسم العلمي: Agaricus vernalis ) هو نوع الفطريات يتبع جنس الغاريقون من الفصيلة الغاريقونية.